# Afa
L'afa, in meteorologia, è una condizione di maltempo, causata dalla contemporanea presenza di caldo eccessivo, alti tassi di umidità ed assenza di vento che fanno percepire temperature più elevate di quelle reali. 

## Descrizione
Solitamente l'afa si presenta in estate ed è spesso accentuata in talune ondate di caldo. L'afa può rivelarsi una condizione pericolosa per la salute in quanto può causare stati di ipertermia, soprattutto nei soggetti a rischio come anziani, bambini o malati.